# Santiago Pierotti
Santiago Pierotti (Pilar, 3 aprile 2001) è un calciatore argentino, attaccante del Lecce.

## Biografia
Nato in Argentina, è in possesso del passaporto italiano.

## Caratteristiche tecniche
Inizialmente schierato come trequartista, negli anni si è gradualmente adattato al ruolo di esterno o ala sulla fascia destra. Forte fisicamente, è elegante nelle movenze e bravo sia in fase di finalizzazione, sia nel servire assist ai compagni; pur non essendo molto veloce, si distingue per la sua falcata e le sue capacità di inserimento alle spalle dei difensori avversari.
Per le sue caratteristiche è stato paragonato a Julian Draxler.

## Carriera

### Club
Cresciuto nel settore giovanile del Colón (SF), ha esordito in prima squadra il 13 aprile 2019 in occasione dell'incontro di Copa de la Superliga pareggiato 0-0 contro il Tigre. Nel maggio seguente ha esordito anche in Coppa Sudamericana disputando entrambi i match contro il River Plate (M). Con la maglia del Colón, colleziona in tutto 117 presenze, 10 gol e 3 assist.
Il 13 gennaio 2024 il Lecce annuncia di aver trovato un accordo per l'acquisto del giocatore, che tre giorni dopo si trasferisce ufficialmente in Italia a titolo definitivo. Esordisce in Serie A otto giorni dopo, subentrando nel secondo tempo di Lecce-Juventus (0-3). Realizza il suo primo gol nella massima serie italiana l'8 novembre 2024, nella partita pareggiata in casa contro l'Empoli (1-1). Il 31 gennaio 2025 segna la sua prima doppietta in serie A, nel successo esterno 3-1 sul Parma.

### Nazionale
Ha giocato nella nazionale argentina Under-20.

## Statistiche

### Presenze e reti nei club
Statistiche aggiornate al 27 aprile 2025.
| Stagione        | Squadra         | Campionato      | Campionato | Campionato | Coppe nazionali | Coppe nazionali | Coppe nazionali | Coppe continentali | Coppe continentali | Coppe continentali | Altre coppe | Altre coppe | Altre coppe | Totale | Totale | Totale |
| Stagione        | Squadra         | Comp            | Pres       | Reti       | Comp            | Pres            | Reti            | Comp               | Pres               | Reti               | Comp        | Pres        | Reti        | Pres   | Reti   |        |
| --------------- | --------------- | --------------- | ---------- | ---------- | --------------- | --------------- | --------------- | ------------------ | ------------------ | ------------------ | ----------- | ----------- | ----------- | ------ | ------ | ------ |
| 2018-2019       | Colón (SF)      | PD              | 0          | 0          | CA+CdL          | 1+1             | 1+0             | CS                 | 2                  | 0                  | -           | -           | -           | 4      | 1      |        |
| 2019-2020       | Colón (SF)      | PD              | 7          | 0          | CA+CdL          | 1+1             | 0+0             | -                  | -                  | -                  | -           | -           | -           | 9      | 1      |        |
| 2021            | Colón (SF)      | PD              | 17         | 0          | CdL             | 11              | 2               | -                  | -                  | -                  | SA          | 1           | 0           | 29     | 2      |        |
| 2022            | Colón (SF)      | PD              | 24         | 2          | Ca+CdL          | 2+7             | 1+1             | CL                 | 5                  | 0                  | -           | -           | -           | 38     | 4      |        |
| 2023            | Colón (SF)      | PD              | 26+1       | 2+0        | Ca+CdL          | 3+7             | 1+0             | -                  | -                  | -                  | -           | -           | -           | 37     | 3      |        |
| Totale Colón    | Totale Colón    | Totale Colón    | 74+1       | 4          |                 | 34              | 6               |                    | 7                  | 0                  |             | 1           | 0           | 117    | 10     |        |
| gen.-giu. 2024  | Lecce           | A               | 11         | 0          | CI              | -               | -               | -                  | -                  | -                  | -           | -           | -           | 11     | 0      |        |
| 2024-2025       | Lecce           | A               | 31         | 4          | CI              | 2               | 0               | -                  | -                  | -                  | -           | -           | -           | 33     | 4      |        |
| Totale Lecce    | Totale Lecce    | Totale Lecce    | 42         | 4          |                 | 2               | 0               |                    | -                  | -                  |             | -           | -           | 44     | 4      |        |
| Totale carriera | Totale carriera | Totale carriera | 117        | 8          |                 | 36              | 6               |                    | 7                  | 0                  |             | 1           | 0           | 161    | 14     |        |

### Cronologia presenze e reti in nazionale
| Cronologia completa delle presenze e delle reti in nazionale ― Argentina under 20 | Cronologia completa delle presenze e delle reti in nazionale ― Argentina under 20 | Cronologia completa delle presenze e delle reti in nazionale ― Argentina under 20 | Cronologia completa delle presenze e delle reti in nazionale ― Argentina under 20 | Cronologia completa delle presenze e delle reti in nazionale ― Argentina under 20 | Cronologia completa delle presenze e delle reti in nazionale ― Argentina under 20 | Cronologia completa delle presenze e delle reti in nazionale ― Argentina under 20 | Cronologia completa delle presenze e delle reti in nazionale ― Argentina under 20 |
| Data                                                                              | Città                                                                             | In casa                                                                           | Risultato                                                                         | Ospiti                                                                            | Competizione                                                                      | Reti                                                                              | Note                                                                              |
| --------------------------------------------------------------------------------- | --------------------------------------------------------------------------------- | --------------------------------------------------------------------------------- | --------------------------------------------------------------------------------- | --------------------------------------------------------------------------------- | --------------------------------------------------------------------------------- | --------------------------------------------------------------------------------- | --------------------------------------------------------------------------------- |
| 2-8-2019                                                                          | Alcúdia                                                                           | Spagna under 20                                                                   | 0 – 1                                                                             | Argentina under 20                                                                | Amichevole                                                                        | -                                                                                 | 58’                                                                               |
| 5-8-2019                                                                          | L'Alcúdia                                                                         | Argentina under 20                                                                | 0 – 3                                                                             | Russia under 20                                                                   | Amichevole                                                                        | -                                                                                 | 65’                                                                               |
| Totale                                                                            |                                                                                   | Presenze                                                                          | 2                                                                                 |                                                                                   | Reti                                                                              | 0                                                                                 |                                                                                   |